# Hidroxiplumbopiroclor
L'hidroxiplumbopiroclor és un mineral de la classe dels òxids que pertany al grup del piroclor.

## Característiques
L'hidroxiplumbopiroclor és un òxid de fórmula química (Pb1.5◻0.5)Nb₂O₆(OH). Cristal·litza en el sistema isomètric.
L'exemplar que va servir per a determinar l'espècie, el que es coneix com a material tipus, es troba conservat a la col·lecció mineralògica del Museu Geològic de la Xina, a Beijing (República Popular de la Xina), amb el número de catàleg: m13239.

## Formació i jaciments
La primera troballa es va fer el 1992 al massís de Khaldzan Buragtag, a la serralada d'Altai (Hovd Aimag, Mongòlia), però no va ser fins que va ser aprovada l'any 2020 que es va determinar que la seva localitat tipus seria a l'Aràbia Saudita, amb les mostres recollides al complex granític peralcalí Jabal Sayid. També ha estat descrita al massís de Chuktukon, dins el districte de Boguchansky (krai de Krasnoiarsk, Rússia). Aquests tres indrets són els únics de tot el planeta on ha estat descrita aquesta espècie mineral.